# سامربيرغ
سامربيرغ (بالألمانية: Samerberg)‏، المقطع berg يعني جبل ويُقال أنّ Samer تعني المُحَمِّل وهي مُشتقّة من Saum[بحاجة لمصدر]، هي بلديّة في مُقاطعة روزينهايم في بافاريا في ألمانيا.
تتكوّن من 78 قرية وناحية، لا تحمل أيّ منها الاسم سامربيرغ، ومركزها (عاصمتها) هي تورفانغ (Törwang).